# مسجد پامنار (مهدی‌شهر)

مناره تاریخی مسجد پامنار

مسجد پامنار بنایی باستانی در شهر مهدی‌شهر در استان سمنان است. این بنا از بقایای دوران ساسانیان است و احتمالاً در آنجا پرستش‌گاه یا آتشکده‌ای بوده که در دوران اسلامی تبدیل به مسجد شده است. همچنین تاریخ بنای منار سنگسر به درستی معلوم نیست ولی به احتمال قریب به یقین آن نیز هم‌زمان با بنای امامزاده قاسم در میانهٔ دورهٔ صفویه (۹۰۷_۱۱۴۸ هجری) تعمیر یا احداث شده است.